# 應變管理
变革管理是个人、 团队、组织在转变状况或状态時採取的管理措施，它可以帮助相关公司管理者在商业环境中接受、拥抱变化。在一些项目管理中，变革管理是接受、因應项目因素变化的管理流程。
Kotter把变革管理定义为利用基本结构和工具，控制企业变革努力的管理。变革管理的目标是减少变化对员工的影响，避免员工士气降低。

## 历史
Linda Ackerman Anderson是《变革管理背后》一书的作者之一，在1980年代后期和1990年代早期提出，高层领导对创造、实施改革过程中越来越不满，逐渐成为一种潮流。他们创造了“改革经理”这个职位，负责改革过程中人的因素。1994年2月，是改革管理工业实际上开始的起点，出版了第一本名为《改革管理工业现状》的报告，出版于《咨询新闻》中。
1982年，麦肯锡的顾问Julien Phillips在《人力资源管理》中第一次发表了变革管理模型，但是花了整整十年，变革管理的同业人员才逐渐理解他的理念。
Marshak在1980年代给六大会计师事务所和咨询公司进行改造服务时，开创了改革管理这个行业。

## 组织变化类型
1. 使命改变
2. 战略改变
3. 业务改变(包括结构改变),
4. 科技改变
5. 人事行为、态度改变[來源請求]

变革管理流程包括创新的市场营销，让改革受众更好地沟通，深刻的社会领导力模式和组织动态理解。跟踪变化项目中，组织改革管理把人们的期望、沟通、团队整合、人员培训进行整合。利用绩效评估体系，例如财政激励、运营效率、领导力、沟通有效性模型来设计相应的战略，避免改革中的失败，解决变化项目遇到的问题。
成功的项目管理一般包括以下方面：
1. 福利管理，确定明确的股东目标，创造商业案例，达到目标 (目标不断更新)，监督提议、风险、关联因素、成本、投资回报率、伪福利、文化因素等影响工作的流程。
2. 有效沟通，让股东了解变革的原因，成功变革的好处，以及变革的细节 (时间、地点、人物、花费等)
3. 有效的教育机制，训练、更新组织内的知识结构
4. 针对员工反抗的对策，把员工目标与企业整体目标进行整合
5. 进行个人谈话 (如需要) 消除任何与改革有关的恐惧心理
6. 随时检查、改善改革流程

### 應用範圍
應變管理的實際應用可擴及於：
- 企業的內、外部需要；
- 天然與人為災害；
- 政府組織改造、決策過程與新政策之審議程序的精簡；
- 國家安全的緊急動員流程等。

### 組織改造的種類
- 策略型變革
- 技術型變革
- 結構型變革
- 人力資源之態度與行為上的再造（變革）